# 28 историй о СПИДе в Африке
28 историй о СПИДе в Африке (англ. 28 Stories of AIDS in Africa) — научно-популярная книга 2007 года канадской журналистки и писательницы Стефани Нолен. В ней рассказывается 28 историй о людях, которые занимались борьбой с ВИЧ/СПИДом в сфере здравоохранения, в качестве адвокатов, а также о людях, у которых был диагностирован ВИЧ, и о членах их семей.
Книга была встречена широкой критикой со стороны учёных, гуманитариев и рецензентов.
Это был национальный бестселлер в Канаде.

## Предыстория
В 2003 году Нолен, отмеченная наградами канадская журналистка, убедила начальство в The Globe and Mail позволить ей расследовать и освещать пандемию СПИДа в Африке. Она переехала в Йоханнесбург, где провела четыре года, исследуя все аспекты пандемии.

## Содержание книги

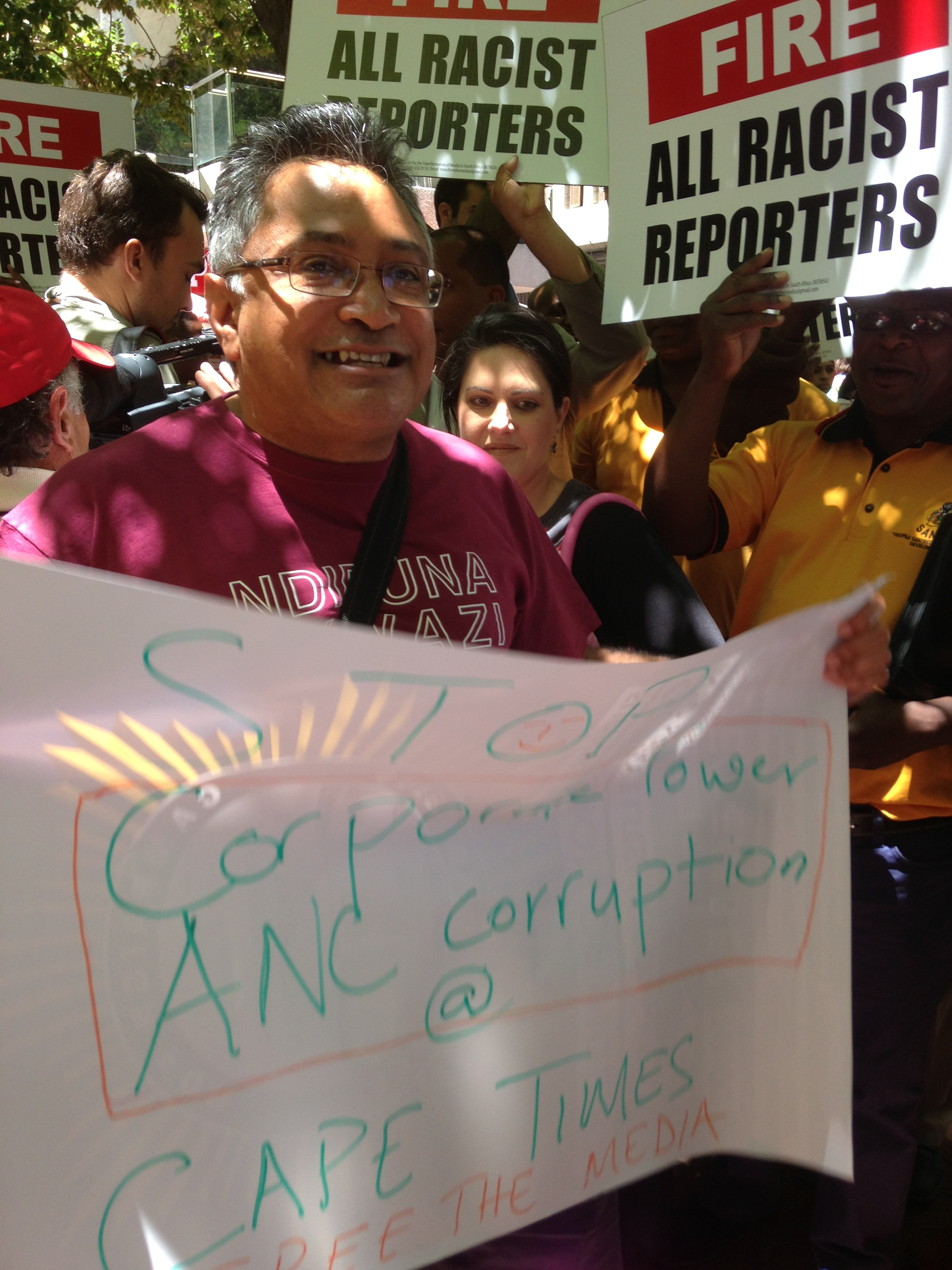
Заки Ахмат, 2013 год

В книге рассказывается о 28 африканцах, инфицированных ВИЧ/СПИДом, которые работали в сфере здравоохранения или правозащитной деятельности или иным образом пострадали от пандемии в странах Африки к югу от Сахары; отмечается, что 70 % случаев ВИЧ в мире приходится на страны Африки к югу от Сахары.
Книга начинается со справочного материала о работе Нолен, объяснения ВИЧ/СПИДа простыми словами, и отмечается, что 28 историй были выбраны потому, что 28 миллионов человек были инфицированы ВИЧ/СПИДом.
Каждая из 28 историй открывается фотографией человека, о котором идёт речь в главе.
- Глава 1. Сифиве Хлофе[англ.], которая заботится о сиротах в Свазиленде[7]
- Глава 2. Тигист Хайле Михаэль, эфиопская школьница, осиротевшая из-за СПИДа[8][9]
- Глава 3. Мохаммед Али, кенийский водитель грузовика[10]
- Глава 4. Приска Мхлоло из Зимбабве, которая подверглась нападению со стороны своей семьи, когда сообщила им о своём положительном ВИЧ-статусе[11]
- Глава 5. Реджине Мамба, бабушка[12][13]
- Глава 6. Лидия Мунгерера, доктор из Уганды[9]Гидеон Бьямигуша[англ.], 2012 год

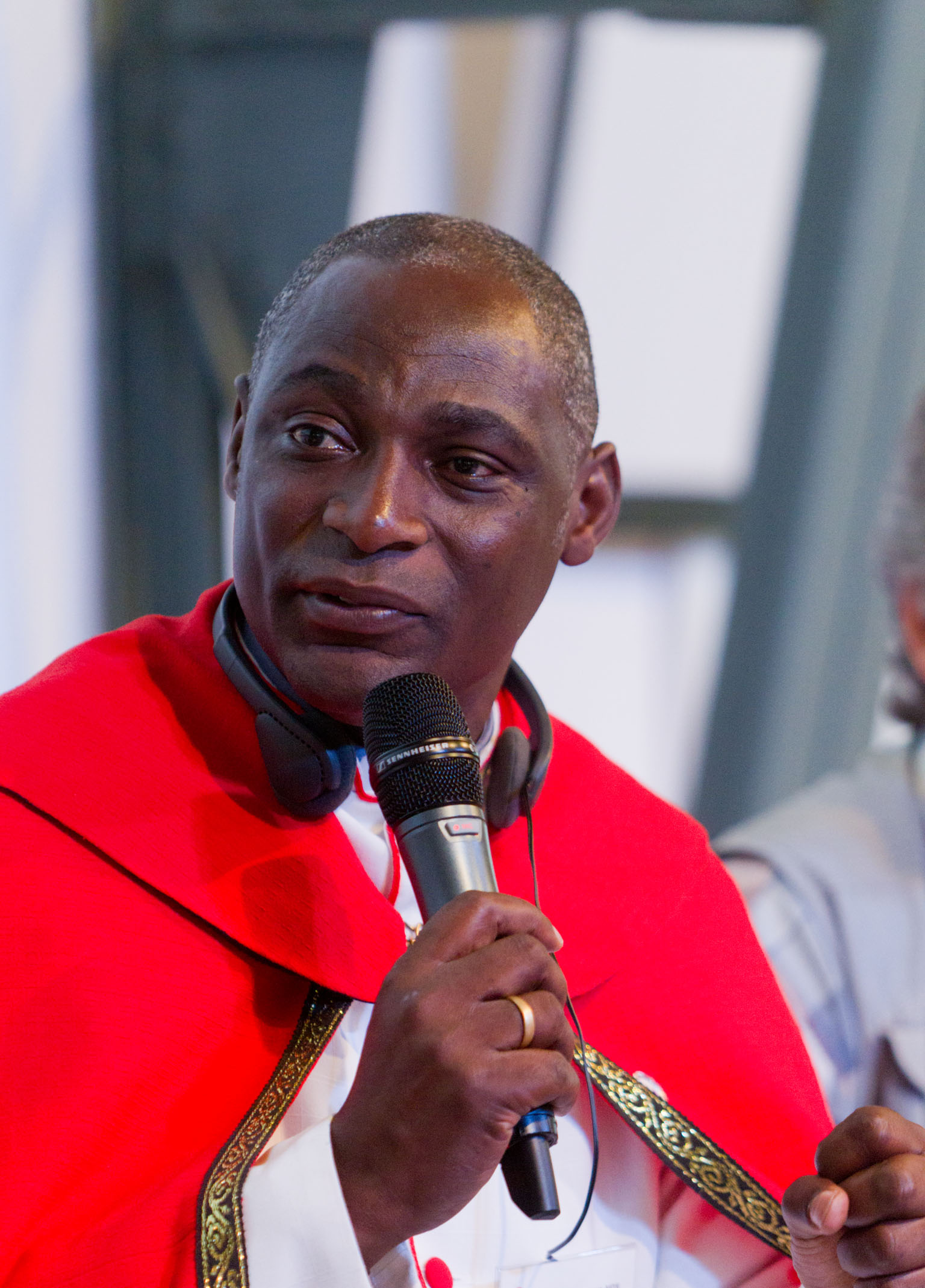
Гидеон Бьямигуша, 2012 год

- Глава 7. Ноэ Себисаба, донор крови, который был удивлён, обнаружив, что у него диагностирован ВИЧ[14]
- Глава 8. Кристина Амиси, медсестра из Врачей без границ[5]
- Глава 9. Мануэль Косса, мигрант-золотодобытчик из Мозамбика, работающий в ЮАР[5]
- Глава 10. Синтия Лешомо из Ботсваны, которая работала над снижением стигматизации[5]
- Глава 11. Мфанимпела Тлабатсе, фермер из Свазиленда, который потерял жену и детей из-за ВИЧ/СПИДа всего за несколько месяцев до того, как лечение стало доступным для его общины[15]
- Глава 12. Андуалем Аялев, эфиопский солдат, потерявший работу и лишённый возможности учиться за границей из-за своего ВИЧ-статуса[16][17]
- Глава 13. Элис Кадзанджа, медсестра из Зомбы, Малави[5]
- Глава 14. Заки Ахмат, известный южноафриканский ВИЧ-активист, ЛГБТ-активист[18]
- Глава 15. Лефа Кхоэле из Лесото, который боролся с ВИЧ, пока ему не дали лекарства в возрасте 12 лет[11]
- Глава 16. Понтиано Калибу[англ.], угандийский врач, работающий над вакциной против ВИЧ/СПИДа[11]
- Глава 17. Уинстон[англ.] — ВИЧ-активист[9]
- Глава 18. Агнес Муньива, секс-работница из Кении, избежала СПИДа, несмотря на более чем 2000 сексуальных контактов[19][20]
- Глава 19. Мфо Сегомела, южноафриканский ребёнок, умерший от СПИДа[20]
- Глава 20. Энн Мумби, секс-работница, избежавшая СПИДа, несмотря ни на что[21]
- Глава 21. Гидеон Бьямигуша[англ.], угандийский священник, который говорит о хороших вещах, которые он сделал, и неудачах[22]
- Глава 22. Ида Мукука, консультант по СПИДу из Лусаки[23]
- Глава 23. Анита Манхича, домохозяйка из Мозамбика, заражённая своим мужем, но сама обвинённая в заражении супруга[24]
- Глава 24. Моролаке Одетойинбо, изо всех сил пытается жить с вирусом в Нигерии[25]
- Глава 25. Молин Мудиму, перестала быть в состоянии позволить себе лекарства, которые помогают ей выжить, когда зимбабвийская экономика рухнула[9]
- Глава 26. Ибрагим Умору, нигерийский активист[26]
- Глава 27. Нельсон Мандела, чей сын умер от СПИДа[5]
- Глава 28. Токодзани Мтияне, южноафриканец, который справился со своим ВИЧ благодаря лекарствам, субсидируемым USAID[27].

Книга заканчивается главой о том, как читатели могут помочь.

## Критика
Стивен Льюис охарактеризовал эту книгу как «лучшую книгу о СПИДе, когда-либо написанную, и определённо лучшую из тех, что я когда-либо читал».
The Guardian похвалила книгу за то, что она сосредоточена на историях людей в Африке, а не в США, а также выразила признательность Нолен за связь историй с культурой, обществом и политикой.
Канадская телерадиовещательная корпорация охарактеризовала книгу как «своевременную, преобразующую, полностью доступную» и описала, как Нолен пишет «мощно, с пониманием и простотой».
Боно назвал книгу «выдающейся книгой рекордов».
Ларетта Бенджамин, исследователь СПИДа, назвала эту книгу одной из лучших, которые она читала, и похвалила Нолен за то, что в статистике появилось человеческое лицо.
The New Times of Rwanda назвала эту книгу, вероятно, лучшим письменным отчетом об истории ВИЧ/СПИДа.
Джеймс Орбински сказал о книге: «Читай. Плачь. Гневайся. И, прежде всего, — как и те люди, о которых говорится в этой книге, — найди в себе смелость действовать».

## Награды
- 2007 Премия Пола Кидда за смелость от PEN Canada (присуждается Нолен за освещение кризиса СПИДа в Африке)[3][32]
- 2007 Премия генерал-губернатора за документальную литературу на английском языке[англ.], шорт-лист[3]

## Издания
Книга была опубликована на семи языках в одиннадцати странах, в том числе:
- Hardcover, Random House, 2007, ISBN 978-0-8027-1598-2.
- Hardcover, Knopf Canada, 2007, ISBN 978-0-676-97822-3.